# Крампус: Викрадач Різдва
«Крампус: викрадач Різдва» (англ. Krampus) — американське різдвяний фентезійний фільм жахів з елементами комедії режисера, продюсера і сценариста Майкла Догерті, що вийшло 2015 року. У головних ролях Адам Скотт, Тоні Коллетт, Девід Кокнер.
Вперше фільм продемонстрували 30 листопада 2015 року у США. В Україні у кінопрокаті показ фільму розпочався 24 грудня 2015 року.

## Сюжет
Наближається Різдво, члени родини збираються у будинку, щоб разом відсвяткувати це прекрасне свято. Кожен член родини, від старого до малого, чекає подарунків і чудового настрою. Проте цього року їх не буде, бо замість святого Миколая прийде Крампус — лихий демон Різдва.

## У ролях
| Актор           | Роль                                |
| --------------- | ----------------------------------- |
| Емджей Ентоні   | Макс Енґл                           |
| Адам Скотт      | Том Енґл, батько Макса              |
| Тоні Коллетт    | Сара Енґл, мати Макса               |
| Девід Кокнер    | Говард, дядько Макса                |
| Еллісон Толман  | Лінда, сестра Сари, дружина Говарда |
| Кончата Феррелл | Дороті, тітка Сари і Лінди          |
| Стефанія Оуен   | Бет Енґл, сестра Макса              |

### Озвучка
| Актор           | Роль    |
| --------------- | ------- |
| Гідеон Емері    | Крампус |
| Сет Грін        | Лампі   |
| Джастін Ройланд | Клампі  |
| Брін Бернс      | Дампі   |

## Знімальна група
Кінорежисер — Майкл Догерті, сценаристами були Тодд Кейсі, Майкл Догерті і Зак Шилдс, кінопродюсерами — Майкл Догерті, Алекс Ґарсія, Джон Джашні і Томас Талл. Композитори: Джон Оттман і Дуґлас Пайпс, кінооператор — Жюль О'Локлін, кіномонтаж: Джон Аксельрад. Підбір акторів: Кеті Сендріч, художник-постановник: Жюль Кук, художник по костюмах — Боб Бак.

## Сприйняття

### Оцінки
Станом на 4 листопада 2015 року рейтинг очікування фільму на сайті Rotten Tomatoes становив 95 % із 2 246 голосів, середня оцінка 4,5/5.
Фільм отримав змішано-позитивні відгуки: Rotten Tomatoes дав оцінку 65 % на основі 81 відгуку від критиків (середня оцінка 5,9/10) і 60 % від глядачів зі середньою оцінкою 3,4/5 (17 601 голос). Загалом на сайті фільми має позитивний рейтинг, фільму зарахований «стиглий помідор» від кінокритиків і «попкорн» від глядачів, Internet Movie Database — 6,9/10 (9 466 голосів), Metacritic — 49/100 (21 відгук критиків) і 7,5/10 від глядачів (71 голос). Загалом на цьому ресурсі від критиків фільм отримав змішані відгуки, а від глядачів — позитивні.

### Касові збори
Під час показу у США, що розпочався 4 грудня 2015 року, протягом першого тижня фільм показали у 2 902 кінотеатрах і він зібрав 16 293 325 $, що на той час дозволило йому зайняти 2 місце серед усіх прем'єр. Станом на 22 грудня 2015 року показ фільму триває 19 днів (2,7 тижня) і зібрав за цей час у прокаті у США 36 933 370 доларів США, а у решті світу 12 800 000 $, тобто загалом 49 733 370 доларів США при бюджеті 15 млн доларів США.

### Виноски
1. 1 2  Krampus: Release Info (англ.). Internet Movie Database. Архів оригіналу за 30 листопада 2015. Процитовано 24 грудня 2015.
2. 1 2  Крампус: Викрадач Різдва. Kino-teatr.ua. Архів оригіналу за 4 січня 2016. Процитовано 4 листопада 2015.
3. 1 2 3 4 5 6  Krampus (англ.). Box Office Mojo. Архів оригіналу за 4 листопада 2015. Процитовано 24 грудня 2015.
4. 1 2 3 4 5  Krampus (2015) (англ.). The Numbers. Архів оригіналу за 26 грудня 2015. Процитовано 24 грудня 2015.
5. 1 2  Krampus (англ.). Internet Movie Database. Архів оригіналу за 24 грудня 2015. Процитовано 24 грудня 2015.
6. ↑  Krampus (2015) (англ.). AllMovie. Архів оригіналу за 3 грудня 2015. Процитовано 4 листопада 2015.
7. ↑  Krampus: Full Cast & Crew (англ.). Internet Movie Database. Архів оригіналу за 25 листопада 2015. Процитовано 4 листопада 2015.
8. ↑  Krampus (англ.). Rotten Tomatoes. Архів оригіналу за 4 листопада 2015. Процитовано 24 грудня 2015.
9. ↑  Krampus (англ.). Metacritic. Архів оригіналу за 4 листопада 2015. Процитовано 24 грудня 2015.